# Carlos Strandberg
Sergio Carlos Strandberg (Göteborg, 14 aprile 1996) è un calciatore svedese di origini mozambicane, attaccante dell'Hatayspor.

## Carriera

### Club
Svedese di origine mozambicana da parte di madre, è cresciuto calcisticamente nei settori giovanili di alcune squadre della città di Göteborg tra cui l'Häcken, con cui è stato capocannoniere del campionato Under-17.
Sempre con l'Häcken, ha debuttato in prima squadra in Allsvenskan il 19 giugno 2013 all'età di 17 anni contro l'Åtvidaberg. Il primo gol in campionato lo ha realizzato il mese successivo, nella sconfitta casalinga contro l'AIK (2-3).

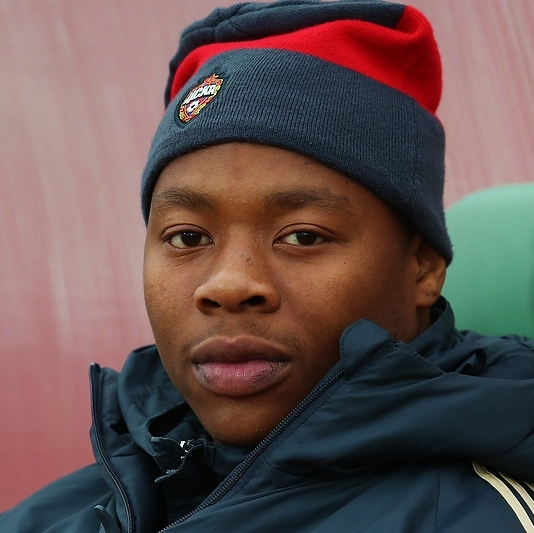
Strandberg al CSKA Mosca nel 2015

Nell'estate 2014 è stato molto vicino a firmare con il Borussia Dortmund, ma il mancato superamento delle visite mediche ha fatto saltare il trasferimento. Il 2 febbraio 2015, all'età di 18 anni, è stato ceduto ai russi del CSKA Mosca, con cui ha firmato un contratto quinquennale. Inizia segnando 3 gol in 10 partite, prima di passare in prestito all'Ural complice anche il minor minutaggio che avrebbe avuto, visto il ritorno al CSKA di Seydou Doumbia.
Il 31 marzo 2016, nell'ultimo giorno della finestra invernale del mercato svedese, Strandberg è tornato in Svezia per giocare con l'AIK in prestito fino al successivo 18 luglio. Ha realizzato 7 gol in 12 partite di campionato, oltre a due reti nei preliminari di Europa League.
Rientrato al CSKA, il 10 settembre 2016 ha segnato nella prima partita giocata e vinta dai moscoviti nel loro nuovo stadio, la Arena CSKA.
Nel gennaio 2017 è stato acquistato dai belgi del Club Brugge e girato in prestito Westerlo pochi giorni dopo. La sua esperienza al Westerlo però si è rivelata piuttosto breve, dato che il 12 marzo la squadra ha terminato il campionato all'ultimo posto retrocedendo direttamente, non essendo riuscita a qualificarsi per la fase successiva.
Strandberg è tornato a giocare in Svezia nell'agosto del 2017, acquistato a titolo definitivo dal Malmö FF che per il suo cartellino ha versato circa un milione di euro nelle casse del Club Brugge. Il giocatore ha firmato un contratto di quattro anni e mezzo. Dopo essere stato spesso titolare nel periodo che va dal momento del suo arrivo fino all'estate seguente, il suo utilizzo è poi diminuito anche a causa dell'arrivo del nuovo attaccante Marcus Antonsson. Complici la volontà di non ritirarsi del capitano Markus Rosenberg, il recupero fisico di Guillermo Molins e il ritorno di un altro giocatore offensivo come Jo Inge Berget, Strandberg non era una prima scelta del tecnico Uwe Rösler.
La prima giornata dell'Allsvenskan 2019, disputata dal Malmö il 1º aprile, ha visto Strandberg subentrare nei minuti finali, poi tre giorni dopo il giocatore – vista la concorrenza nel reparto – è approdato all'Örebro attraverso un prestito che si è concretizzato nelle ultimissime ore prima della chiusura della finestra di mercato. L'accordo, originariamente valido per pochi mesi fino al successivo 17 luglio, è stato successivamente esteso fino alla fine dell'anno 2019.
Nonostante il prolungamento del prestito all'Örebro durante il quale stava segnando 11 gol in 19 partite, il successivo 2 settembre il Malmö FF ha annunciato di aver ceduto Strandberg in prestito fino al 30 giugno 2020 all'Al-Hazm, squadra saudita che tre mesi prima si era separata da un altro attaccante ex Örebro come Kennedy Igboananike. L'accordo prevedeva anche un'opzione per l'acquisto a titolo definitivo da parte del club mediorientale. Il 1º marzo 2020 è stato reso noto che l'opzione di acquisto è stata effettivamente esercitata dai sauditi, che dunque hanno acquisito il giocatore a titolo definitivo. Nell'ottobre dello stesso anno, Strandberg è passato in prestito all'Abha, altro club della massima serie saudita. Tornato all'Al-Hazm, vi ha militato fino al 6 gennaio 2022 quando il club ha riportato la notizia della sua rescissione. Nello stesso mese, Strandberg è stato presentato dall'Al-Sailiya, formazione qatariota.

### Nazionale
Nel 2013 ha vinto la medaglia di bronzo ai campionati mondiali Under-17 disputati con la Svezia. Nel 2017 viene convocato agli Europei Under-21 in Polonia. Va in gol nella seconda partita contro i padroni di casa segnando il momentaneo 1-1.